# اوان کلامر
اوان کلامر (انگلیسی: Evan Klamer; ۱۵ ژانویهٔ ۱۹۲۳ – ۲۸ آوریل ۱۹۷۸) دوچرخه‌سوار اهل دانمارک بود.